# Tfue
Turner „Tfue“ Tenney (* 2. Januar 1998 in Indian Rocks Beach, Florida, USA) ist ein US-amerikanischer Twitch-Streamer und Webvideoproduzent. Sein Twitch-Kanal war im Jahr 2018 auf Platz 8 der meistangeschauten Kanäle auf Twitch. Er ist ein professioneller E-Sportler und bei dem Battle-Royale-Spiel Fortnite in der Weltrangliste auf Platz 158.

## Leben
Turner Tenney ist der Bruder von Jack Tenney, der ebenfalls als Profisportler Skimboarden betreibt. Er besuchte die Middle School eine Woche lang, war jedoch schnell der Meinung, dass "[…] it sucked [there] […]" („[…] es [dort] blöd war […]“), weshalb "[…] [he] never really went to school […]" („[…] [er] nie wirklich zur Schule ging […]“) und stattdessen zuhause unterrichtet wurde. Bereits im Jahr 2010 wurde ein Video von Tenney im Alter von 12 Jahren beim Skimboarden von seinem älteren Bruder Jack auf seinem YouTube-Kanal hochgeladen. Tenney hat einen weiteren Bruder namens Pierce und eine Schwester namens Alexandra. Er zog später zu seinem Duo-Partner Dennis Leopore nach New Jersey um, weil er dort einen Ping von 0 Millisekunden hat, was ihm einen Vorteil im Spiel erbringt.

## Karriere
Im Alter von 12 Jahren begann Tenney mit dem Spielen von Videospielen. Das erste Spiel, bei dem Tenney anfing, wettbewerbsfähig zu spielen, war Halo. Zu diesem Zeitpunkt war Turner Teil des YouTube-Kanals seines Bruders Jack. Sie veröffentlichten Videos, in denen sie surften, skateten und Trampolin-Stunts ausübten. Nach Halo begann Tenney die Spiele Call of Duty und Destiny zu spielen. Sein Twitch-Video mit den meisten Aufrufen ist ein Gameplay-Video vom Spiel Destiny. Er startete seine berufliche Karriere mit dem Streamingportal Twitch und begann später Videos davon auf YouTube hochzuladen. Sein erstes YouTube-Video, das er online stellte, war ein Gameplay-Video von Call of Duty: Advanced Warfare. Nach kurzer Zeit verdiente er bereits Geld durch Videos auf YouTube und Livestreams über Twitch.
Als im Jahr 2017 Battle-Royale-Spiele wie PlayerUnknown’s Battlegrounds und H1Z1 bekannter wurden, begann er, diese Spiele auf Twitch zu streamen. Er nahm auch an professionellen H1Z1-Turnieren teil, bei denen er mit Tyler "Ninja" Blevins einen weiteren bekannten Streamer traf, mit dem er später weiter konkurrieren würde. Als das Battle-Royale-Spiel Fortnite veröffentlicht wurde, konnte Turner durch bereits gesammelte Erfahrungen in diesem Genre zu einem der ersten Spieler aufsteigen, die dieses Spiel beherrschten. Durch seine zahlreichen Erfolge trat er schließlich am 30. April 2018 dem FaZe-Clan bei, wodurch er noch mehr Aufmerksamkeit bekam. Innerhalb eines Monats konnte sein YouTube-Kanal so fast eine Million neue Abonnenten und sein Twitch-Kanal etwa 400.000 neue Follower verzeichnen. Aktuell (2019) ist Tenney auf der Twitch-Weltrangliste der meisten Follower auf Platz 5. Er konkurriert mit dem Rekordhalter Ninja, den er auf Twitch sogar kurzzeitig mit der Abonnentenzahl überholte.

## Kontroversen
Tenney wurde am 17. Mai 2018 für einen Monat wegen Rassismus auf Twitch gesperrt, wobei das Verbot auf eine Woche verkürzt wurde, nachdem er seine Unschuld erklärte und sich entschuldigte.
Am 22. Juni 2018 wurde sein damaliger Fortnite-Account endgültig gesperrt, da er verschiedene Accounts kaufte und verkaufte. Er erstellte später den neuen Account „Not Tfue“ und schwor, niemals Skins oder Tänze in Fortnite zu kaufen.
Eineinhalb Monate später, am 7. August 2018, wurden alle seine Social-Media-Accounts gehackt. Der Hacker änderte seinen Twitter-Namen in „FaZe Gurv“ und veröffentlichte beleidigende Tweets über andere Fortnite-Streamer wie Keemstar, Ninja und Myth. Zuletzt wurde sein YouTube-Kanal von Hackern gelöscht und sein Twitch-Konto am 23. August 2018 wegen Belästigung gesperrt. Beide Konten wurden jedoch am 5. September 2018 wieder eingesetzt.
Für viel Aufruhr sorgte außerdem ein Vlog auf YouTube, in dem Tenney rund eine Million US-Dollar an seinem 21. Geburtstag ausgab. Er kaufte das Tesla Model X (ca. 140.000 Dollar), zwei Jet-Skis (ca. 2.000 Dollar), eine Lagerhalle (ca. 840.000 Dollar) und ein paar weitere Dinge, die er an seine Fans verschenkte.
Im Mai 2019 verklagte Tenney seinen Arbeitgeber FaZe Clan, da dieser laut eigener Aussage 80 % seiner Einnahmen für sich behalten würde und ihm verbiete, seine Eigenmarke weiter auszubauen.